# Nuoto ai XXXII Giochi mondiali universitari estivi
Le competizioni di nuoto ai XXXII Giochi mondiali universitari estivi si sono svolte alla Schwimm- und Sprunghalle im Europasportpark di Berlino dal 17 al 23 luglio 2025.

## Podi

### Uomini
| Evento                          | Oro | Perform. | Argento | Perform. | Bronzo                                                                                          | Perform. |
| Stile libero                    | |          | |          |                                                                                                 |          |
| 50 m (dettagli)                 | Matthew King | 21"84    | Giovanni Guatti | 22"01    | Jokūbas Keblys                                                                                  | 22"02    |
| 100 m (dettagli)                | Matthew King | 48"01    | Pieter Coetze | 48"12    | Aleksandr Shchegolev                                                                            | 48"34    |
| 200 m (dettagli)                | Jacob Mitchell | 1'46"22  | Nikolai Kolesnikov | 1'46"77  | Baylor Nelson                                                                                   | 1'46"81  |
| 400 m (dettagli)                | Nikolai Kolesnikov | 3'46"66  | Khiew Hoe Yean | 3'47"38  | Ryan James Erisman Jr                                                                           | 3'47"52  |
| 800 m (dettagli)                | Alexandr Stepanov | 7'46"51  | Tommaso Griffante | 7'50"50  | Ryan James Erisman Jr                                                                           | 7'51"74  |
| 1500 m (dettagli)               | Alexandr Stepanov | 14'55"98 | Ivan Giovannoni | 14'56"10 | Davide Marchello                                                                                | 15'06"95 |
| Dorso                           | |          | |          |                                                                                                 |          |
| 50 m (dettagli)                 | Pieter Coetze | 24"49    | Yoon Ji-Hwan | 24"51    | Daniel Diehl                                                                                    | 24"75    |
| 100 m (dettagli)                | Pieter Coetze | 51"99    | William Modglin | 52"54    | Daniel Diehl                                                                                    | 52"94    |
| 200 m (dettagli)                | Daniel Diehl | 1'55"91  | David King | 1'56"00  | Mathys Chouchaoui                                                                               | 1'58"08  |
| Rana                            | |          | |          |                                                                                                 |          |
| 50 m (dettagli)                 | Federico Rizzardi | 27"14    | Reo Okura | 27"33    | Dawid Wiekiera                                                                                  | 27"46    |
| 100 m (dettagli)                | Denis Petrašov | 59"32    | Dawid Wiekiera | 59"66    | Benjamin Delmar                                                                                 | 59"80    |
| 200 m (dettagli)                | Benjamin Delmar | 2'09"50  | Adam Mak Sai-ting | 2'10"53  | Dawid Wiekiera                                                                                  | 2'10"54  |
| Farfalla                        | |          | |          |                                                                                                 |          |
| 50 m (dettagli)                 | Simone Stefanì | 23"28    | Eldorbek Usmonov | 23"33    | Lorenzo Gargani                                                                                 | 23"42    |
| 100 m (dettagli)                | Gianmarco Sansone | 51"40    | Björn Kammann | 51"70    | Eldorbek Usmonov                                                                                | 51"84    |
| 200 m (dettagli)                | Jack Dahlgren | 1'55"59  | Wang Kuan-hung | 1'55"85  | Mason Laur                                                                                      | 1'56"50  |
| Misti                           | |          | |          |                                                                                                 |          |
| 200 m (dettagli)                | Takumi Mori | 1'57"24  | Mitchell Schott | 1'58"25  | Yuta Watanabe                                                                                   | 1'58"54  |
| 400 m (dettagli)                | Takumi Mori | 4'12"54  | Riku Yamaguchi | 4'12"66  | Baylor Nelson                                                                                   | 4'12"69  |
| Staffette                       | |          | |          |                                                                                                 |          |
| 4x100 m stile libero (dettagli) | Stati Uniti Matthew King Mitchell Schott Owen McDonald David King Camden Taylor                                                     | 3'12"36  | Giappone Takumi Mori Takaki Hara Yuta Watanabe Konosuke Yanagimoto Shoon Mitsunaga                                                           | 3'14"19  | Brasile Lucas Peixoto Kaique de Morais Vinicius Assunção Pedro Henrique Buch Theo Garcia Alloza | 3'15"02  |
| 4x200 m stile libero (dettagli) | Stati Uniti Mitchell Schott Baylor Nelson Jack Dahlgren Jacob Mitchell Ryan James Erisman Jr Owen McDonald                          | 7'04"51  | Atleti Individuali Neutrali Nikolai Kolesnikov Aleksandr Shchegolev Dmitrii Zhavoronkov Alexandr Stepanov Roman Akimov                       | 7'08"33  | Giappone Takumi Mori Konosuke Yanagimoto Takaki Hara Hiroto Shimizu Konosuke Yanagimoto         | 7'09"47  |
| 4x100 m misti (dettagli)        | Stati Uniti William Modglin Benjamin Delmar Kamal Ibrahim Muhammad Matthew King Nathaniel Germonprez Matthew Klinge Mitchell Schott | 3'33"59  | Italia Pietro Ubertalli Alessandro Fusco Gianmarco Sansone Lorenzo Actis Dato Simone Stefanì Flavio Mangiamele Michele Busa Giovanni Caserta | 3'34"70  | Giappone Yuga Nishimura Reo Okura Riku Kitagawa Takaki Hara Yusuke Sato Yuma Yoshida            | 3'34"97  |

### Donne
| Evento                          | Oro | Perform. | Argento | Perform. | Bronzo | Perform. |
| Stile libero                    | |          | |          | |          |
| 50 m (dettagli)                 | Maxine Parker | 24"54    | Julia Dennis | 24"58    | Olivia Nel | 24"82    |
| 100 m (dettagli)                | Ai Yanhan | 54"00    | Lison Nowaczyk | 54"23    | Maxine Parker | 54"30    |
| 200 m (dettagli)                | Cavan Gormsen | 1'57"21  | Ai Yanhan | 1'57"55  | Isabel Ivey | 1'57"58  |
| 400 m (dettagli)                | Francisca Soares Martins                                                                                         | 4'07"50  | Cavan Gormsen | 4'07"64  | Michaela Mattes | 4'09"88  |
| 800 m (dettagli)                | Mila Nikanorov                                                                                                   | 8'27"61  | Francisca Soares Martins | 8'30"76  | Ruka Takezawa | 8'30"95  |
| 1500 m (dettagli)               | Kate Hurst | 16'15"40 | Genevieve Jorgenson | 16'15"44 | Niko Aoki | 16'19"81 |
| Dorso                           | |          | |          | |          |
| 50 m (dettagli)                 | Leah Shackley | 27"31    | Kennedy Noble | 27"67    | Olivia Nel | 27"91    |
| 100 m (dettagli)                | Kennedy Noble | 58"78    | Leah Shackley | 59"13    | Lee Eun-ji | 1'00"23  |
| 200 m (dettagli)                | Leah Shackley | 2'05"99  | Kennedy Noble | 2'07"82  | Lee Eun-ji | 2'08"29  |
| Rana                            | |          | |          | |          |
| 50 m (dettagli)                 | Emma Weber | 30"61    | Lara van Niekerk | 30"68    | Barbara Anna Mazurkiewicz | 30"76    |
| 100 m (dettagli)                | Emma Weber | 1'07"09  | Barbara Anna Mazurkiewicz | 1'07"57  | Shona Branton | 1'07"75  |
| 200 m (dettagli)                | Yumeno Kusuda | 2'26"15  | Yuyumi Obatake | 2'28"17  | Aina Fernández González | 2'28"48  |
| Farfalla                        | |          | |          | |          |
| 50 m (dettagli)                 | Daryna Nabojčenko                                                                                                | 26"00    | Josephine Crimmins | 26"27    | Viola Scotto di Carlo | 26"30    |
| 100 m (dettagli)                | Leah Shackley | 58"16    | Beatrix Tankó | 58"55    | Josephine Crimmins | 58"62    |
| 200 m (dettagli)                | Tess Howley | 2'05"69  | Lindsay Looney | 2'07"79  | Paola Borrelli | 2'08"00  |
| Misti                           | |          | |          | |          |
| 200 m (dettagli)                | Leah Hayes | 2'09"48  | Teagan O'Dell | 2'11"24  | Ashley McMillan | 2'12"63  |
| 400 m (dettagli)                | Leah Hayes | 4'36"04  | Teagan O'Dell | 4'39"96  | Ayami Suzuki | 4'40"62  |
| Staffette                       | |          | |          | |          |
| 4x100 m stile libero (dettagli) | Stati Uniti Maxine Parker Caroline Larsen Julia Dennis Isabel Ivey Leah Hayes                                    | 3'36"21  | Cina Liu Shuhan Ge Chutong Yu Liyan Ai Yanhan                                                                                                 | 3'38"70  | Italia Giulia D'Innocenzo Federica Toma Viola Scotto di Carlo Agata Maria Ambler                                                                     | 3'39"86  |
| 4x200 m stile libero (dettagli) | Stati Uniti Leah Hayes Cavan Gormsen Lindsay Looney Isabel Ivey Michaela Mattes                                  | 7'52"56  | Cina Ge Chutong Yu Liyan Liu Shuhan Ai Yanhan                                                                                                 | 7'57"91  | Giappone Ruka Takezawa Rio Suzuki Hanane Hironaka Kanon Nagao Riko Sawano Sakura Ohshima                                                             | 7'59"99  |
| 4x100 m misti (dettagli)        | Stati Uniti Kennedy Noble Emma Weber Leah Shackley Maxine Parker Teagan O'Dell Leah Hayes Ella Welch Isabel Ivey | 3'59"68  | Polonia Adela Piskorska Barbara Anna Mazurkiewicz Wiktoria Piotrowska Julia Malina Maik Natalia Janiszewska Gabriela Król Aleksandra Polańska | 4'01"33  | Italia Federica Toma Francesca Zucca Viola Scotto di Carlo Agata Maria Ambler Francesca Pasquino Chiara Della Corte Giulia Caprai Giulia D'Innocenzo | 4'01"45  |

### Gare miste
| Evento               | Oro | Perform. | Argento | Perform. | Bronzo                                                                                        | Perform. |
| Staffette            | |          | |          |                                                                                               |          |
| 4x100 m stile libero | Stati Uniti Matthew King David King Isabel Ivey Maxine Parker Owen McDonald Mitchell Schott Caroline Larsen Julia Dennis       | 3'24"27  | Giappone Takumi Mori Takaki Hara Ayu Mizoguchi Rio Suzuki Konosuke Yanagimoto Yuta Watanabe Sakura Ohshima                                                    | 3'26"86  | Sudafrica Guy Brooks Ruard Van Renen Olivia Nel Michaela de Villiers Owethu Mahan Georgia Nel | 3'28"51  |
| 4x100 m misti        | Stati Uniti William Modglin Benjamin Delmar Leah Shackley Maxine Parker David King Nathaniel Germonprez Ella Welch Isabel Ivey | 3'44"40  | Polonia Adela Piskorska Dawid Wiekiera Adrian Jaśkiewicz Julia Malina Maik Aleksander Sienkiewicz Barbara Anna Mazurkiewicz Wiktoria Piotrowska Dominik Dudys | 3'47"14  | Sudafrica Ruard Van Renen Simoné Moll Guy Brooks Olivia Nel Michaela de Villiers              | 3'48"34  |

## Medagliere
| Pos.   | Paese                       |    |    |    | Totale |
| ------ | --------------------------- | -- | -- | -- | ------ |
| 1      | Stati Uniti                 | 27 | 12 | 11 | 50     |
| 2      | Giappone                    | 3  | 5  | 7  | 15     |
| 3      | Italia                      | 3  | 4  | 6  | 13     |
| 4      | Atleti Individuali Neutrali | 3  | 2  | 1  | 6      |
| 5      | Sudafrica                   | 2  | 2  | 4  | 8      |
| 6      | Cina                        | 1  | 3  | 0  | 4      |
| 7      | Portogallo                  | 1  | 1  | 0  | 2      |
| 8      | Rep. Ceca                   | 1  | 0  | 0  | 1      |
| 8      | Kirghizistan                | 1  | 0  | 0  | 1      |
| 10     | Polonia                     | 0  | 4  | 3  | 7      |
| 11     | Corea del Sud               | 0  | 1  | 2  | 3      |
| 12     | Australia                   | 0  | 1  | 1  | 2      |
| 12     | Francia                     | 0  | 1  | 1  | 2      |
| 12     | Uzbekistan                  | 0  | 1  | 1  | 2      |
| 15     | Germania                    | 0  | 1  | 0  | 1      |
| 15     | Hong Kong                   | 0  | 1  | 0  | 1      |
| 15     | Ungheria                    | 0  | 1  | 0  | 1      |
| 15     | Malaysia                    | 0  | 1  | 0  | 1      |
| 15     | Taipei cinese               | 0  | 1  | 0  | 1      |
| 20     | Canada                      | 0  | 0  | 2  | 2      |
| 21     | Brasile                     | 0  | 0  | 1  | 1      |
| 21     | Spagna                      | 0  | 0  | 1  | 1      |
| 21     | Lituania                    | 0  | 0  | 1  | 1      |
| Totale | Totale                      | 42 | 42 | 42 | 126    |